# Медаль «Владетелю Сандвичевых островов»
Медаль «Владетелю Сандвичевых островов» — государственная награда Российской империи, которая была предназначена исключительно Каумуалии, королю (вождю) острова Кауаи.

## Основные сведения
Точная дата учреждения медали «Владетелю Сандвичевых островов» неизвестна, но считается, что она была учреждена Александром I приблизительно в 1816 году. Наградить данной медалью предполагалось вождя острова Кауаи, из архипелага Гавайских островов. В 1815—1817 годах авантюрист Г. А. Шеффер от имени Российско-американской компании развил активную деятельность на Гавайских островах, в том числе предложил королю Каумуалии принять подданство России и заложил на подчинённом этому королю острове Елизаветинскую крепость и плантации. Однако полномочия Шеффера не были полностью подтверждены, и высшее руководство Российской империи отказалось от присоединения Гавайев, но пожаловало Каумуалии эту золотую медаль. Доподлинно неизвестно, получил ли награждённый её, поскольку уже в апреле 1817 года Шеффер покинул Гавайские острова и авантюра закончилась.

## Описание медали
Медаль была сделана из золота. Диаметр 51 мм. На лицевой стороне медали изображён портрет Александра I, обращённый вправо. Вдоль края медали по окружности надпись «АЛЕКСАНДРЪ ПЕРВОЙ Б . М . ИМПЕРАТОРЪ ВСЕРОСС.». Под портретом дата — «1814», известны другие оттиски аверса (новоделы) с датами «1811» и «1810», отличающиеся также деталями портрета. Точно не известно, какой именно штемпель использовался для чеканки аверса. На оборотной стороне медали горизонтальная надпись в пять строок:
ВЛАДѢТЕЛЮ
САНДВИЧЕВЫХЪ
ОСТРОВОВЪ ТАМАРИ
ВЪ ЗНАКЪ ДРУЖБЫ ЕГО
КЪ РОССIІЯНАМЪ
Медаль была отчеканена на Санкт-Петербургском монетном дворе.
Носить медаль следовало на шее, на ленте. Лента медали — Аннинская.

## Комментарии
1. ↑  В российских источниках того времени — Атувай
2. ↑  Старое название — Сандвичевы или Сендвичевы острова, англ. Sandwich Islands
3. ↑  В российских источниках того времени — Тамари, Тамарей или Томари
4. ↑  Каумуалии владел островом Кауаи (Атувай) и рядом соседних островов, королём всех Гавайев был Камеамеа I (в российских источниках того времени встречается под именем Томеа-Меи или Томеа-меа)